# 駅前シネマ
駅前シネマ（えきまえシネマ）は、かつて石川県金沢市笠市町にあった映画館。
日本映画の黄金期である1958年（昭和33年）に開館した。開館当初は邦画の二番館であり、1970年代の日活ロマンポルノを経て成人映画館に移行し、2020年（令和2年）3月31日をもって閉館した。

## 特色
土曜日はオールナイト上映を行っていた。入館料は一般1500円、学生と60歳以上1100円であり、18歳未満は入場不可だった。金沢大学の男子学生が切符もぎりのアルバイトを務めることが多かった。2006年（平成18年）時点では、ロビーの売店であんパン、さきいか、バターピーナッツなどを販売していた。

## 基礎情報
- 所在地 : 石川県金沢市笠市町6-10
- アクセス : JR・IRいしかわ鉄道金沢駅より徒歩3分
- 支配人 : 藤岡幹也（1958年～1960年代後半）、藤岡紫浪（1960年代後半～2020年）
- 建物構造 : 木造モルタル[6]

## 年表
- 1958年（昭和33年） - 開館[1][2]。
- 1970年代 - 邦画の二番館から成人映画館に移行。
- 2020年（令和2年）3月31日 - 閉館[3]。

## 歴史

### 二番館時代

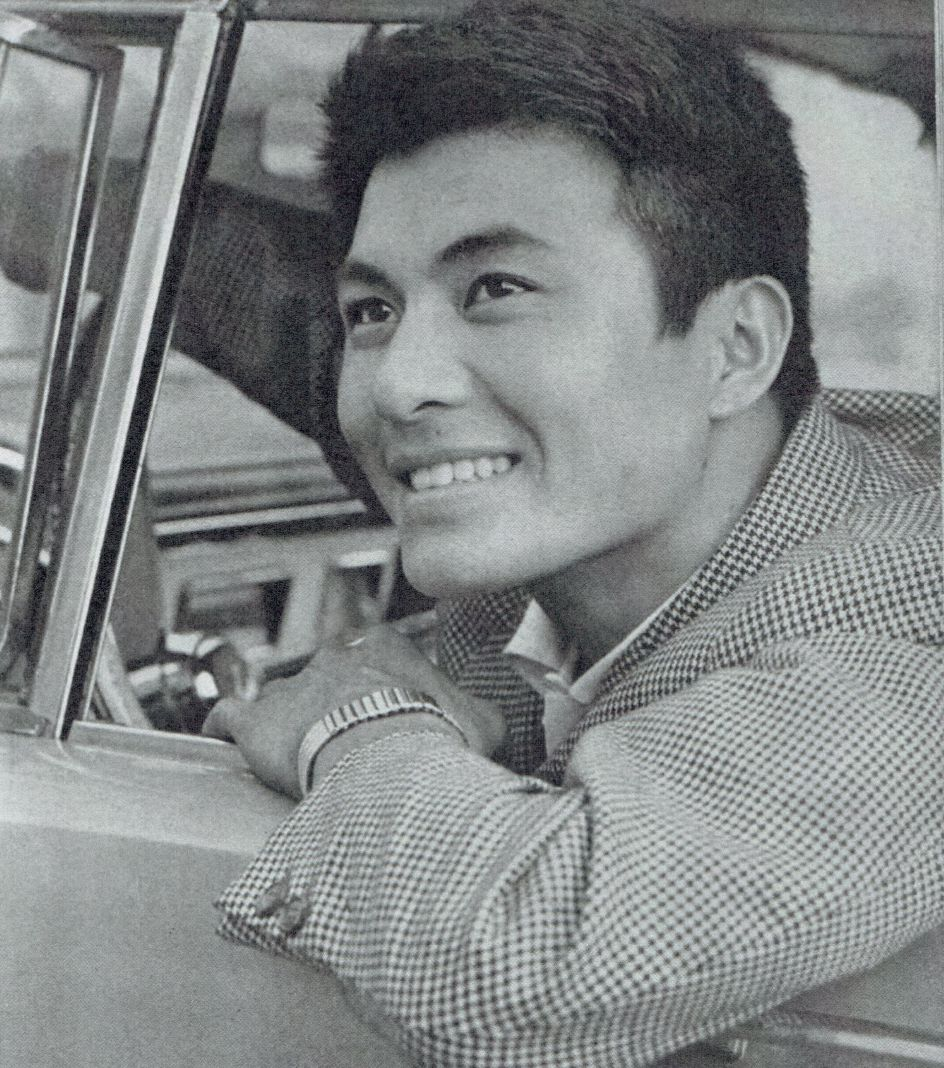
人気が高かった梅宮辰夫

日本映画の黄金期である1958年（昭和33年）、藤岡幹也によって国鉄金沢駅近くに駅前シネマが開館した。この時期には全国各地で映画館が開館ラッシュを見せており、1960年（昭和35年）には日本の映画館数がピークを迎えた。駅前シネマは開館当初から二番館であり、最低料金は55円という安さだった。後に支配人を務める藤岡紫浪は、駅前シネマを開館させた祖父について「映画への特別な愛着があったとは思えない。儲かる商売として始めたわけだ」と語っている。
1963年（昭和38年）には高校生だった藤岡紫浪が駅前シネマの番組編成を担当しはじめ、金沢大学法文学部在学中には支配人に就任した。1964年（昭和39年）に特に入館者数が多かった番組は、『大盗賊』（東宝）・『続 てなもんや三度笠』（東映）・『銀座の次郎長 天下の一大事』（日活）の三本立て、『隠密剣士』（東映）・『モスラ対ゴジラ』（東宝）・『三匹の侍』（松竹）の三本立てだった。1966年（昭和41年）に特に入館者数が多かった番組は、『氷点』（大映）・『何処へ』（東宝）・『日本一のゴリガン男』（東宝）の三本立てだった。
1959年（昭和34年）の明仁皇太子御成婚頃から白黒テレビが一般家庭に普及しだし、1964年（昭和39年）の東京オリンピック頃からカラーテレビが普及しだしたため、1960年代後半には金沢市内でも二番館が相次いで閉館した。社長である藤岡幹也も赤字となる映画館に見切りを付けようと思っていたが、支配人の藤岡紫浪が引き留めて営業を続けた。
1968年（昭和43年）頃には「不良のたまり場」をもくろみ、高校生や中学生を意識した番組編成を心掛けて、封切り時には振るわなかった作品を組み合わせて番組を組んだ。一晩で学生ら500人が詰めかけたこともあったという。駅前シネマでは鶴田浩二や勝新太郎や石原裕次郎などは受けが悪く、逆に渡哲也や梅宮辰夫などの人気が高かった。1970年（昭和45年）に大映と日活が手を組んで発足したダイニチ映配は駅前シネマの路線とうまくマッチしたが、ダイニチ映配の配給事業は1年ほどで崩壊し、日活は1971年（昭和46年）に日活ロマンポルノの製作を開始した。

### ポルノ作品への移行期
駅前シネマが初めて上映したピンク映画は1964年（昭和39年）の『0歳の女』であるが、1965年と1966年はそれぞれ1番組だけ、1967年（昭和42年）と1968年（昭和43年）には1本も上映していない。1971年（昭和46年）にダイニチ映配が崩壊すると、苦肉の策としてポルノ映画を多数上映するようになり、日曜日から火曜日の3日間は一般映画、水曜日から土曜日までの4日間はポルノ映画という番組編成を行った。邦画の二番館からポルノ映画の二番館に大きく舵を切り、日活ロマンポルノなどのポルノ映画を上映した。閉塞感の漂っていた駅前シネマにとって、日活ロマンポルノは救世主的存在であった。
1973年（昭和48年）には藤岡紫浪が駅前シネマの社長に就任。祝日の前日夜には「駅前シネマ特別オールナイト」を開催するようになり、ひとりの監督の作品を5本または6本まとめて上映した。1976年（昭和51年）6月には神代辰巳監督の『かぶりつき人生』『一条さゆり 濡れた欲情』『白い指の戯れ』『恋人たちは濡れた』『四畳半襖の裏張り』『青春の蹉跌』6本立てが500人以上を動員して最高記録となっている。
1970年代後半には東活や新東宝や東映もポルノ映画に力を入れるようになった。1970年代末には日活ロマンポルノの影響力が相対的に低下し、東映のポルノ映画を多く上映するようになったほか、新東宝の作品を主体とする番組編成も増えた。金沢東映では東映のポルノ映画を上映しないことも多く、駅前シネマが封切りの場となる東映作品も多かった。1978年（昭和53年）10月には「駅前シネマニュース」を創刊し、上映作品案内に加えて映画批評も行った。藤岡紫浪やフリーライターが映画批評などを行っており、石川県外に住む愛読者も多いという。

### 成人映画館時代

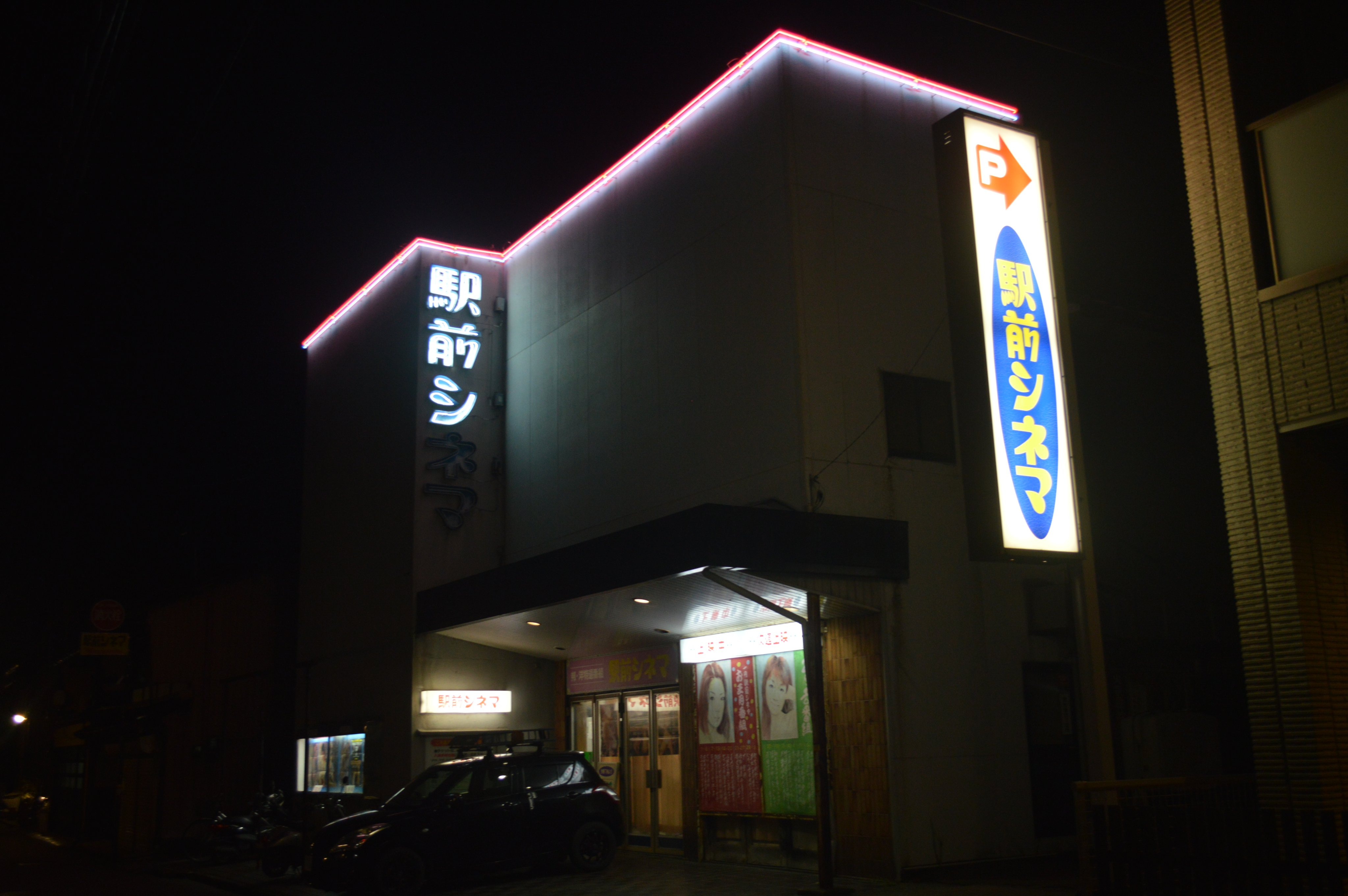
ネオンが輝く駅前シネマ

1980年代になると日活ロマンポルノが凋落の一途をたどるようになり、日活直営館である金沢にっかつよりも駅前シネマのほうが観客数が多いという逆転現象が起こった。1983年（昭和58年）2月には3本立ての1本として公開した『ザ・オナニー』が会心のヒットとなり、これ以後の4-5年間はキネコ作品が興行の柱となった。1988年（昭和63年）6月にはにっかつが日活ロマンポルノから撤退したが、駅前シネマが最後に日活ロマンポルノを取り上げた番組は17年間でワーストの興行成績に終わった。
1997年（平成9年）10月11日には金沢市初のシネマコンプレックスとして、9スクリーンのルネス9シネマ（現・ユナイテッド・シネマ金沢）が開館した。1998年（平成10年）3月14日には金沢都市圏の石川郡野々市町に、8スクリーンのワーナー・マイカル・シネマズ御経塚（後にイオンシネマ御経塚と改称）も開館。これらが理由で、金沢市街地にある既存の映画館が立て続けに閉館した。
1991年（平成3年）には『映画芸術』1月号で映画評論家の寺脇研と論争を繰り広げた。1993年（平成5年）には『映画芸術』3月号で寺脇が「観客論」を展開したが、支配人の藤岡紫浪は『映画芸術』4月号の誌面上で寺脇の主張に反論した。1998年（平成10年）には支配人の藤岡紫浪が地元出版社の能登印刷出版部から『映画館番外地 良識への挑戦』を刊行した。藤岡紫浪は石川県興行生活衛生同業組合で2002年（平成14年）から10年間にわたって理事長を務め、2011年（平成23年）には紫綬褒章を受章した。

### 閉館
2004年（平成16年）から2007年（平成19年）にかけて金沢大学が郊外に移転し、学生の観客が減少した。成人映画を鑑賞する若者は減少し、観客の高齢化が進行していた。デジタルシネマ化の波は成人映画業界にも押し寄せ、数年前からフィルム作品は製作されなくなっていたため、2010年代後半からの上映作品は10-20年前の旧作が中心となっていた。お笑いコンビのFUJIWARAは、2017年（平成29年）に北陸放送のローカルバラエティ番組『絶好調W』のロケで駅前シネマを訪問している（同年6月14日放送）。
2020年（令和2年）時点の観客数は休日が70-100人、平日が40-50人であり、同年夏の2020年東京オリンピックをめどに閉館する方針を固めていた。しかし、同年2月頃から流行した2019新型コロナウイルスの影響で、通常時の3割から4割は観客数が減少した。支配人の藤岡の体力面の不安などもあったことから、閉館時期を早めて2020年（令和2年）3月31日をもって62年間にわたる営業を終了した。
映画黄金期の昭和30年代から営業を続けていた石川県最後の映画館だった。また、北陸4県で営業を続けていた最後の成人映画館だった。フィルム上映を専門とする成人映画館は、駅前シネマを含めて4館のみだった。閉館後の駅前シネマの建物は取り壊され、跡地には3階建てのマンション『グラスマティネ金沢』が2022年（令和4年）1月に竣工した。